# Dolichoderus coniger
Dolichoderus coniger är en myrart som först beskrevs av Mayr 1870.  Dolichoderus coniger ingår i släktet Dolichoderus och familjen myror. Inga underarter finns listade i Catalogue of Life.